# Zucchero

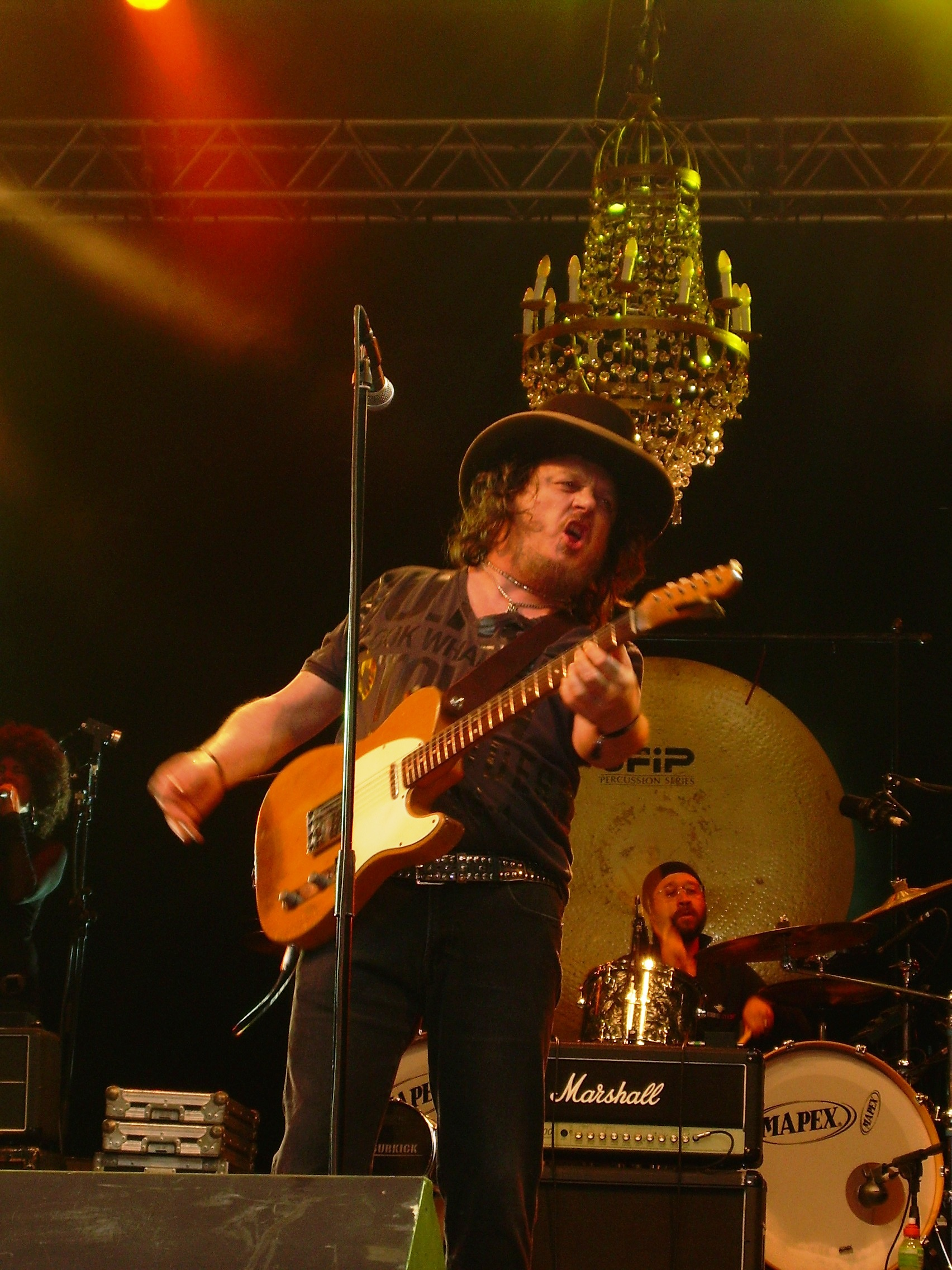

Adelmo Fornaciari, Zucchero [ˈdzukkero] (ur. 25 września 1955 w Reggio nell’Emilia) – włoski piosenkarz.
Przed publicznością zadebiutował w 1982 roku na Festiwalu w San Remo piosenką „Una notte che vola via”, dzięki której znalazł się w finale. W 2003 roku wystąpił na Festiwalu w Sopocie.
Jego pierwszym przebojem była piosenka „Senza una donna”, nagrana w duecie z Paulem Youngiem.
W kwietniu 1992 roku wraz z wieloma innymi artystami wziął udział w koncercie The Freddie Mercury Tribute Concert na stadionie Wembley w Londynie.
Na płycie z 2004 roku towarzyszyli mu: Miles Davis, Paul Young, Sheryl Crow, Dolores O’Riordan (The Cranberries), B.B. King, John Lee Hooker, Brian May oraz Sting.
W roku 2000 nagrał na płycie Moment of Glory wraz z zespołem Scorpions symfoniczną wersję piosenki „Send Me an Angel”.

## Twórczość
Zucchero karierę rozpoczynał w latach 70., kiedy współtworzył grupy Le Nuove Luci, Sugar & Daniel oraz Sugar & Candies. W 1981 roku wokalista zdobył pierwszą nagrodę festiwalu Castrocaro, a w latach 1982 i 1983 uczestniczył w Festiwalu w San Remo. W 1983 roku wydał debiutancki solowy album Un po’ di Zucchero. W roku 1985 powstała grupa Zucchero and the Randy Jackson Band, która we Włoszech zdobyła sporą popularność.Jego płytę Blue’s, wydaną w 1987 roku, kupiło ponad 1,3 miliona fanów, co jest rekordem w historii włoskiej fonografii. Znalazła się tam między innymi piosenka „Senza una donna”, której nowa wersja, nagrana kilka lat później (1991) wspólnie z Paulem Youngiem, stała się światowym przebojem. Rok później rozpoczęła się pierwsza europejska trasa koncertowa artysty, podczas której Zucchero odwiedził Francję, Holandię, Szwajcarię, Hiszpanię, Danię i Belgię.
W styczniu 1990 roku wokalista wydał pierwszy album z utworami nagranymi w całości w języku angielskim, zatytułowany Zucchero, który zawierał największe przeboje artysty. Płyta ukazała się w Europie, Azji, USA, Ameryce Południowej i w Południowej Afryce.
Zucchero współpracował w ciągu swojej kariery m.in. z Erikiem Claptonem, Steviem Wonderem, Luciano Pavarottim, Andreasem Vollenweiderem, Eltonem Johnem, Bono, Stingiem, Randy Crawford, Andrea Bocellim, zespołem Scorpions czy John Lee Hookerem.
Po dwóch latach przerwy, we wrześniu 2001 roku, artysta wydał album Shake. Materiał nagrywano w USA, Wielkiej Brytanii i we Włoszech. Na płycie znalazło się 11 utworów o zróżnicowanym charakterze: od bluesa i rocka z elementami nowoczesnego klubowego brzmienia do balladowych romantycznych piosenek. W utworze „I Lay Down” gościnnie wystąpił John Lee Hooker. Pochodzący z tego albumu utwór „Baila (Sexy Thing)”, podbił europejskie listy przebojów.
W ciągu długoletniej kariery Zucchero nagrał wiele duetów, aż w końcu postanowił zebrać je na jednej płycie. Tak powstał album Zu & Co., który ukazał się w maju 2004 roku. Na płycie znajdują się utwory nagrane wzespół z takimi wykonawcami, jak Miles Davis, Luciano Pavarotti i Andrea Bocelli, John Lee Hooker, B.B. King, Dolores O’Riordan, czy Brian May. 1 listopada 2013 wydał singiel „Quale Senso Abbiamo Noi” promujący nowy album koncertowy – Una Rosa Blanca.  Zucchero jest najpopularniejszym włoskim wokalistą. Od początku kariery sprzedał ponad 60 milionów płyt na całym świecie.

## Dyskografia
- 1983 – Un po’ di Zucchero
- 1985 – Zucchero & The Randy Jackson Band
- 1986 – Rispetto
- 1987 – Blue’s
- 1988 – Six Mix
- 1988 – Snack Bar Budapest
- 1989 – Oro incenso e birra
- 1991 – Zucchero
- 1991 – Live at the Kremlin
- 1992 – Miserere
- 1994 – Diamante
- 1995 – Spirito DiVino
- 1996 – The Best of Zucchero Sugar Fornaciari’s Greatest Hits
- 1998 – Bluesugar
- 1999 – Overdose d’amore / The ballads
- 2001 – Shake
- 2002 – Spirit cavallo selvaggio
- 2004 – Zu & Co.
- 2006 – Fly
- 2007 – All The Best
- 2008 – Live in Italy
- 2010 – Chocabeck
- 2012 – La Sesión Cubana
- 2013 – Una Rosa Blanca
- 2016 – Black Cat

### Single
- „Wonderful Life” 2007
- „I Won’t Let You Down” 2008
- „Vedo nero” 2011
- „Guantanamera (Guajira)” 2012
- „Quale Senso Abbiamo Noi” 2013
- „Partigiano Reggiano” 2016

## Odznaczenia
- Order Zasługi Republiki Włoskiej - 6 lutego 2006
- Honorowy Obywatel Viareggio